# Tumbuka
Tumbuka är ett bantuspråk som talas i delar av Malawi, Zambia, och Tanzania.
Språket, som talas av tumbukafolket kallas även ChiTumbuka, där Chi- betyder språket som talas av, liknande ki- i kiSwahili eller se- i seTswana.
The World Almanac and Book of Facts (1998) beräknar att tumbuka talas av ungefär 2 000 000 i de tre länderna.
Det finns betydande skillnader mellan den variant som talas i stadsområden, och som lånar ord från Chichewa/Nyanja, och den "djupa" variant som talas i byarna. Varianten i Rumphi räknas som den lingvistiskt "renaste", och kallas ibland "riktig tumbuka".

## Nyttiga fraser
- Enya = Ja
- Yayi = Nej
- Yewo = Tack
- nkumba chakurya! = Jag behöver mat!
- munga nipako chakurya? = Kan du ge mig mat?
- Ine nkhuyowoya chiTumbuka yayi! = Jag talar inte chiTumbuka!
- Yendani makola. = Res väl.
- Nkhukumba maji yakumya. = Jag behöver vatten att dricka.

## Hälsningar
- Mwawuka uli ? = God morgon. (Hur vaknade du?)
- Tawuka makola. Kwali imwe? = Bra. Och du? (Jag vaknade bra. Jag vet inte om dig?)
- Tawuka makola = Bara bra. (Jag vaknade bra.)
- Muli uli ? = Hur står det till?
- Nili makola. Kwali imwe? = Jag mår bra. Hur mår du?
- Mwatandala uli? = God eftermiddag. (Hur tillbringade du dagen?)
- Natandala makola. Kwali imwe? = God eftermiddag. Hur mår du? (Jag tillbringade dagen bra. Jag vet inte om dig?)
- Monile. = Något mer formellt än "hej", kanske bäst översätts med "Var hälsad".
- Tisanganenge = Vi ses igen.

## Människor
- Ba nyamata = pojkar
- mu nyamata = pojke
- Ba sungwana = flickor
- mu sungwana = flicka
- ba mwali = unga damer
- ba mama = mamma
- ba dada = pappa
- ba gogo = mormor/farmor
- ba buya = mormor/farmor, används även som tilltal till äldre kvinnor
- ba sekulu = morfar/farfar
- ba nkazi = faster
- ba mama ba choko / kulu = moster
- ba sibweni = morbror
- ba dada ba choko/kulu = farbror
- mu dumbu wane = min bror/syster, används vid tilltal av syskon av motsatt kön
- mu choko wane = min bror/syster, används vid tilltal av syskon av samma kön

## Verb
- Kusebela = att leka
- Kuseka = att skratta
- Kurya = att äta
- Kugona = att sova
- Kwenda = att gå
- Kuchimbila = att springa
- Kulemba = att skriva
- Kuchapa = att tvätta (göra rent kläder)
- Kugeza = att bada
- Kupika = att laga mat
- Kulima = att gräva/odla
- Kupanda = att plantera
- Kuvina = att dansa
- Kwimba = att sjunga

## Djur
- Fulu = sköldpadda
- Kalulu = hare
- Chimbwi = hyena
- njoka = orm
- nkhumba = gris
- n'gombe = ko
- nchebe = hund
- chona/pusi = katt
- mbelele = får
- nkalamu = lejon
- mbuzi = get